# Los chicos
Los chicos és una pel·lícula espanyola influïda pel neorealisme italià, dirigida per Marco Ferreri i estrenada el 1959.
És la segona pel·lícula de la trilogia madrilenya de Ferreri després d' El pisito i abans d' El cochecito. Va ser prohibida per la censura franquista.

## Argument
Ambientada a Madrid a finals de la dècada del 1950, narra les vicissituds de quatre adolescents menors de 18 anys, Andrés, El Chispa, Carlos i Joaquín "El Negro", que es reuneixen un dissabte a la tarda plujós al quiosc del pare d’El Chispa abans d’anar al cinema amb quatre noies del barri. Un d'ells és estudiant, i no hi pot anar, i els altres treballen del que poden. Parlen dels seus somnis i esperances de futur davant una quotidianitat mediocre i trista.

## Repartiment
- Madeleine Piguet: Madeleine
- José Luis García: El chispa
- Joaquin Cascales Zarzo: Joaquin
- Alberto Jiménez: Carlos
- Jose Sierra: Andrés
- Mari Carmen Aymat: La primera noia
- Ana María Vidal: La segona noia
- Carmen Franco: La tercera donzella
- Matilde Asencio: La quarta donzella
- Concha Gómez Conde: La cinquena donzella
- Felix Dafauce: Enrique
- Rosario García Ortega: mare de Carlos
- María Luisa Ponte: mare de Joaquín
- Irene Daina: El mirador
- Adriano Rimoldi: xicot del mirador

## Producció
Segona pel·lícula dirigida per Ferreri, però aquest cop el guió no és de Rafael Azcona. Es tracta d'una pel·lícula amb to pessimista sobre l'Espanya de la postguerra i la situació de la joventut.